# Marfa Borezkaja

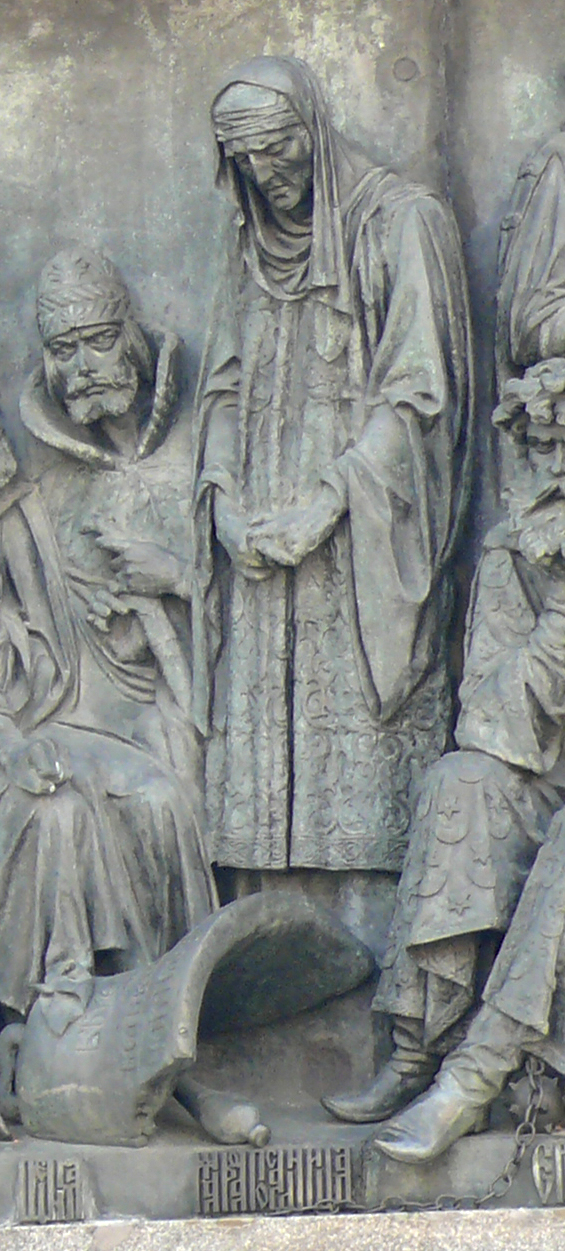
Figur der Marfa Borezkaja auf dem Nationaldenkmal Tausend Jahre Russland in Weliki Nowgorod, Michail Ossipowitsch Mikeschin, 1862

Marfa Borezkaja (russisch Ма́рфа Боре́цкая), auch genannt Martha die Bürgermeisterin (Марфа Посадница, Marfa Possadniza), (bl. im 15. Jahrhundert in Nowgorod) war die Frau von Issaak Borezki, Nowgorods possadnik (Bürgermeister) in den Jahren 1438–1439 und erneut im Jahr 1453. Laut Legende und historischer Überlieferung führte sie den Kampf der Republik Nowgorod gegen das Großfürstentum Moskau zwischen dem Tod ihres Mannes und der endgültigen Annexion der Stadt durch Iwan III. im Jahr 1478. Obwohl sie als Bürgermeisterin bezeichnet wird, hatte sie dieses Amt nicht inne, das zu der Zeit auf die männlichen Grundbesitzer beschränkt war. Die Bezeichnung der Ehefrau mit dem Amt des Mannes war Praxis. Marfa Borezkaja muss ein Brennpunkt der anti-moskowitischen Fraktion gewesen sein, sie hatte offenbar beträchtliches Charisma und als Matriarchin des Clans Einfluss.

## Leben
Über das Leben von Marfa Borezkaja ist wenig bekannt. Sie wurde irgendwann in den 1460er Jahren verwitwet, blieb aber eine der reichsten Nowgoroder Landbesitzerinnen (basierend auf den Piszowyje Knigi, Landkatastern, die von moskowitischen Beamten ab den 1490er Jahren zusammengestellt wurden) bis zu den Konfiszierungen von Land durch Iwan III. in den 1470er und 1480er Jahren. Wahrscheinlich um ihren Reichtum zu verteidigen, widersetzte sie sich den Moskauer Großfürsten, die schon seit dem späten 14. Jahrhundert versuchten, die nowgorodischen Ländereien zu übernehmen.
1471 versuchten Marfa und ihre Söhne Dmitri und Fjodor als letzte Vertreter der gegen Moskau eingestellten Familie Borezki mit Kasimir IV. Andreas die Bedingungen für die Übergabe der Stadt an das Großfürstentum Litauen auszuhandeln, unter der Bedingung, dass die alten Privilegien und Rechte der Stadt erhalten bleiben würden. Sie luden auch Mychajlo Olelkowytsch (Michail Olelkowitsch) ein, Herrscher der Stadt zu werden. Als Iwan III. von Marfas Manövern erfuhr, die gegen den früheren Vertrag von Jaschelbizy verstießen, rückte er gegen Nowgorod vor und besiegte die Nowgoroder Freiwilligenarmee in der Schlacht an der Schelon. Infolge dieser Katastrophe wurde Marfas Sohn Dmitri am 24. Juli 1471 auf Geheiß des Großfürsten hingerichtet.
Sieben Jahre später schließlich unterwarf Iwan III. Nowgorod endgültig. Marfa und ihre Enkel wurden daraufhin in Gewahrsam genommen und nach Moskau eskortiert (7. Februar 1478); ihre Ländereien wurden beschlagnahmt. Der Überlieferung nach wurde Marfa in Nischni Nowgorod gezwungen, den Schleier zu nehmen, aber Gail Lenhoff argumentiert, dass ihr Schicksal nach ihrer Verhaftung ungewiss ist, ebenso wie das Datum und die Umstände ihres Todes.

## Nachleben
Die neuere Forschung argumentiert, dass Marfa von Erzbischof Feofil von Nowgorod (1470–1480) zum Sündenbock gemacht wurde, um seine Rolle bei der Nichterfüllung der vertraglichen Verpflichtungen Nowgorods zu verschleiern. Die Geschichte von Marfas doppelzüngigem Verhalten gegenüber dem Großfürsten wurde offenbar erstmals Mitte bis Ende der 1470er Jahre im Skriptorium des Erzbischofs in Nowgorod niedergeschrieben.
Marfas tragische Karriere und ihr Kampf für die republikanische Regierung brachten ihr viel Sympathie und Aufmerksamkeit von russischen Schriftstellern und Künstlern insbesondere des romantischen 19. Jahrhunderts ein. Ihre Geschichte wurde in Nikolai Karamsins Kurzroman Marfa, die Statthalterin oder die Unterwerfung Nowgorods verarbeitet. Ihre Karriere faszinierte Alexander Puschkin, der ihr 1830 einen Essay widmete. Sergei Jessenin schrieb 1914 ein historisches Gedicht über Marfa die Bürgermeisterin. Dmitri Balaschow (1927–2000) schrieb den Roman Marfa-Possadniza.
Marfas Statue ist Teil des Nationaldenkmals „Tausend Jahre Russland“ in Weliki Nowgorod und Gegenstand einer Reihe von Gemälden:

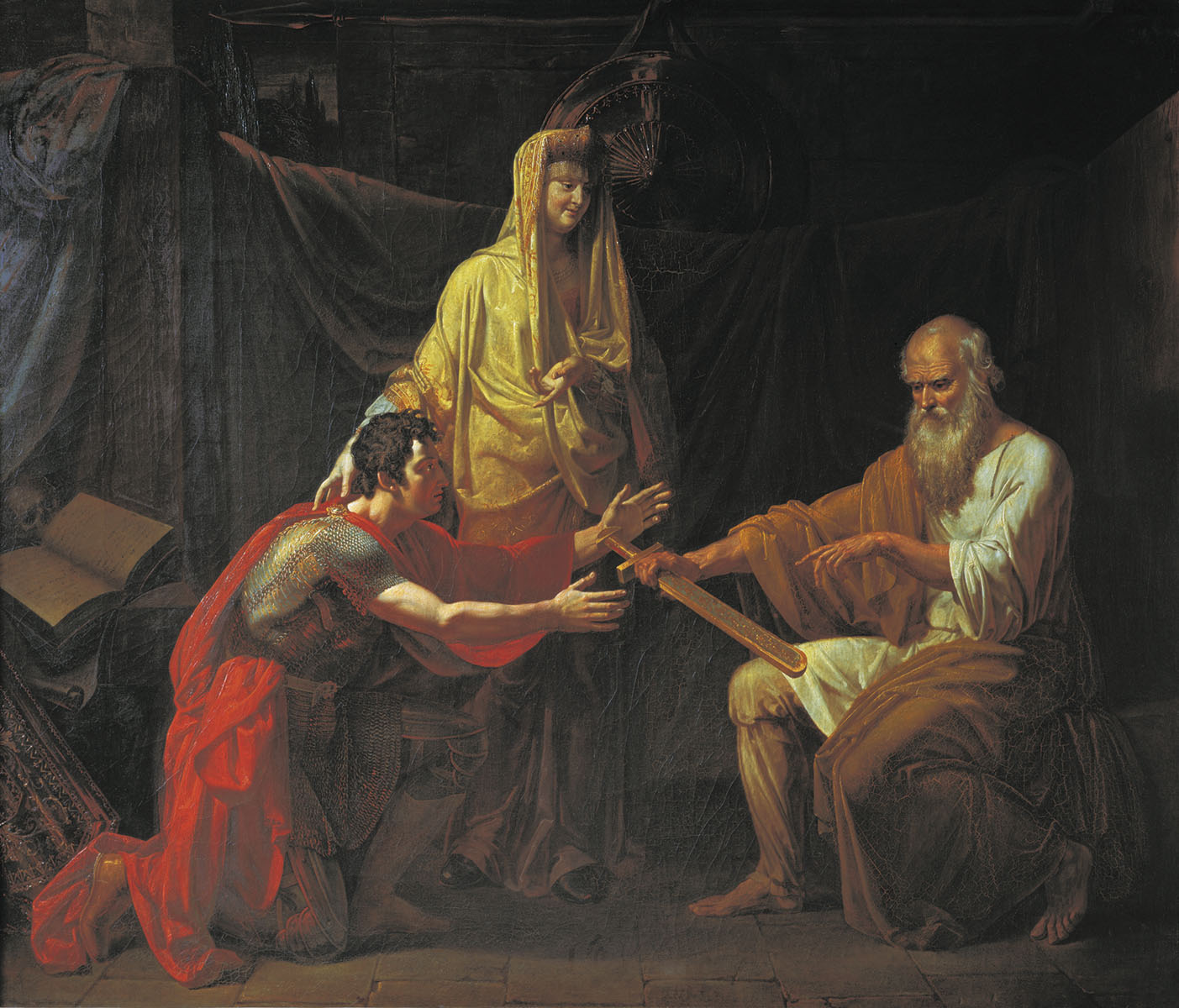
Theodosius (Feodossi) von Borez gibt das Schwert von Ratmir an Miroslaw, Häuptling der Nowgoroder und Marfas ausgewählter Ehemann für ihre Tochter Xenia, Dmitri Iwanow, 1808
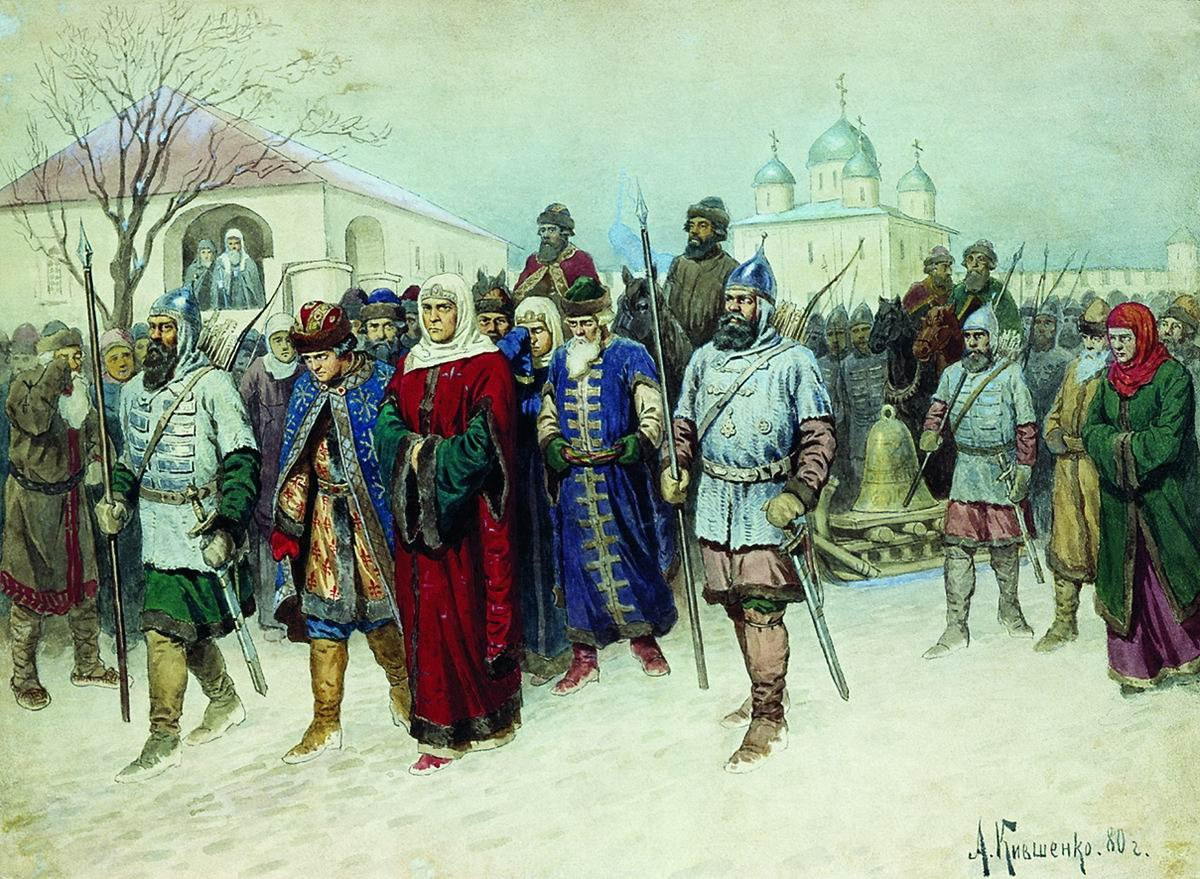
Martha, die Bürgermeisterin, wird nach Moskau eskortiert, gefolgt von der Wetsche-Glocke, Alexei Kiwschenko, 1880
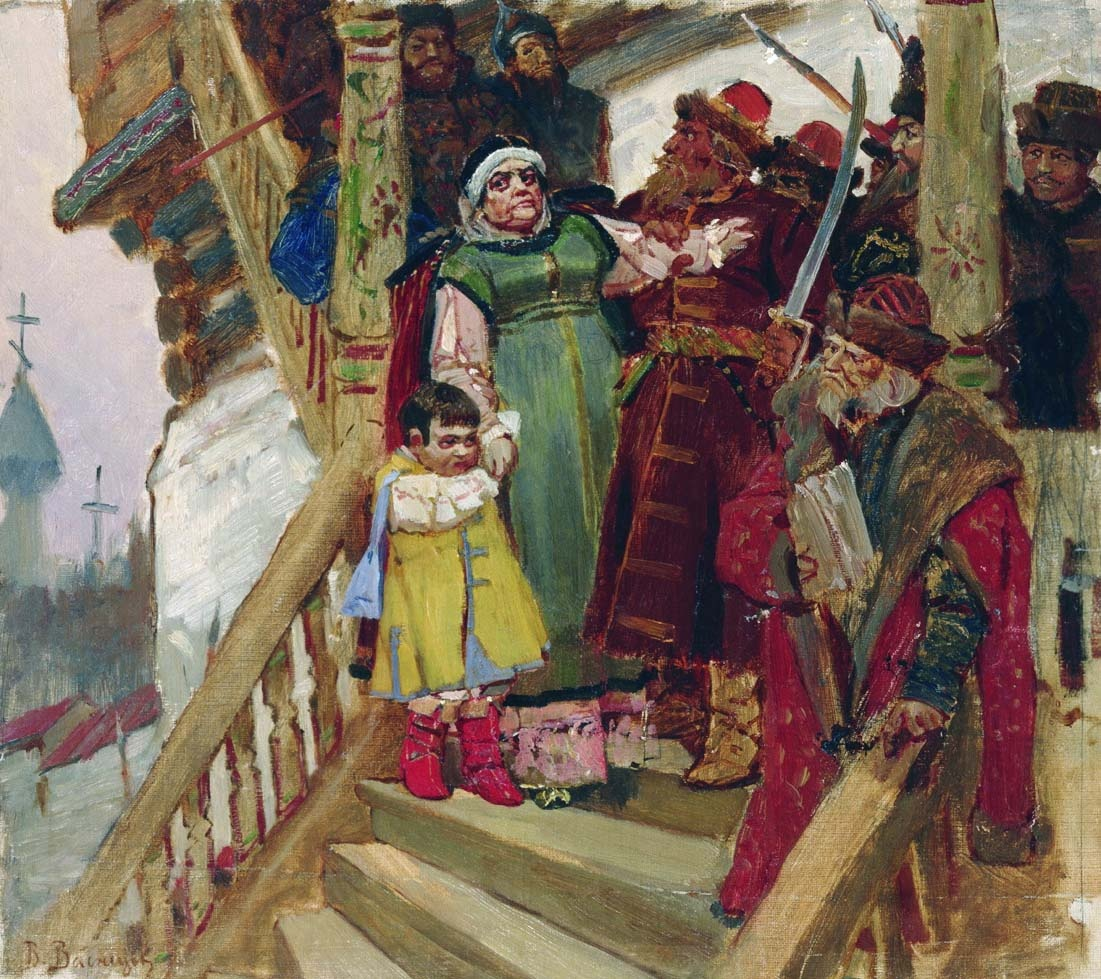
Die Verhaftung von Marfa Possadniza und ihres Enkels Wassili Fjodorowitsch in Nowgorod im Jahr 1478, Wiktor Wasnezow, 1880
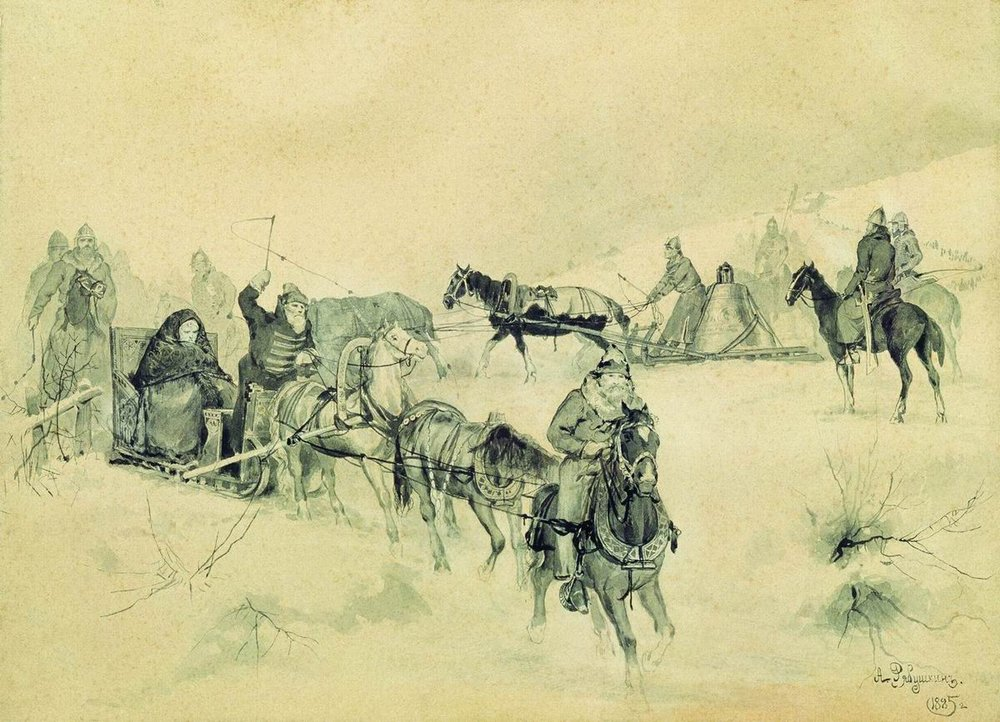
Die Überführung von Marfa Possadniza und der Wetsche-Glocke, Andrei Rjabuschkin, 1885–1886
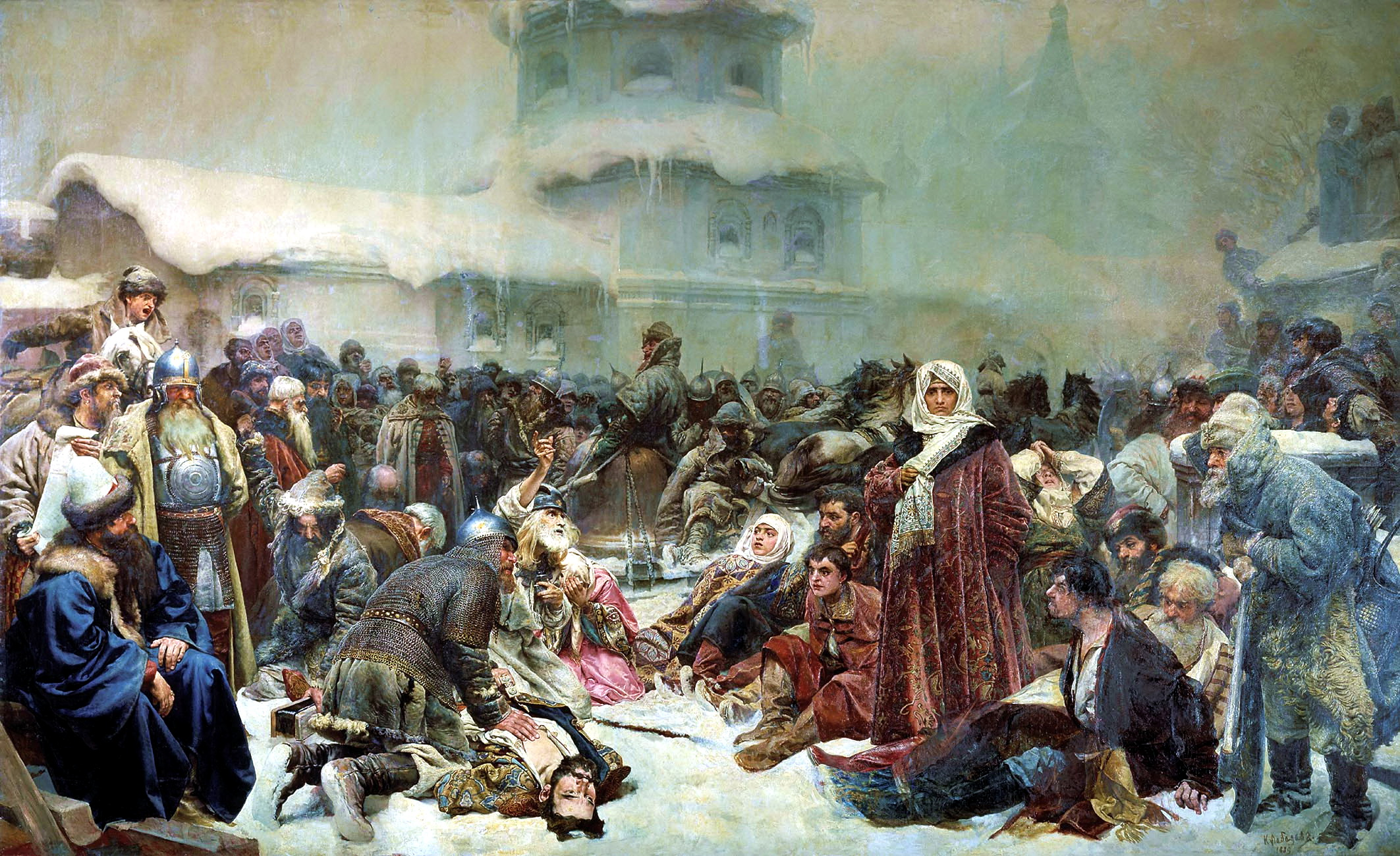
Moskauer Truppen treiben 1471 das Nowgoroder Wetsche um Statthalterin Marfa Borezkaja auseinander, Klawdi Lebedew, 1889

Judy Chicago widmete ihr eine Inschrift auf den dreieckigen Bodenfliesen des Heritage Floor ihrer 1974 bis 1979 entstandenen Installation The Dinner Party. Die mit dem Namen Martha Baretskaya beschrifteten Porzellanfliesen sind dem Platz mit dem Gedeck für Christine de Pizan zugeordnet.